# NGC 6113
NGC 6113 ist eine 14,1 mag helle linsenförmige Galaxie vom Hubble-Typ S0 im Sternbild Herkules und etwa 403 Millionen Lichtjahre von der Milchstraße entfernt.
Sie wurde am 19. Juni 1887 von Lewis A. Swift entdeckt.